# Manacus
Manacus és un gènere d'ocells de la família dels píprids (Pipridae). Agrupa a quatre espècies natives de l'Amèrica tropical (Neotròpic), on es distribueixen des de les terres baixes del golf de Mèxic, per Amèrica Central i del Sud (inclusivament Trinitat), fins al nord de Bolívia i sud de l'Amazònia brasilera, i, de forma discontínua, fins al sud-est del Brasil i nord-est de l'Argentina per l'est.

## Descripció
Les espècies d'aquest gènere mesuren entre 10 i 11 cm de longitud, els mascles amb les plomes blanques allargades del coll, grogues o daurades que s'obren durant les sorolloses exhibicions als leks. Les zones de distribució són al·lopàtriques, amb limitada hibridació on es reuneixen.

## Taxonomia
El gènere Manacus va ser introduït pel zoòleg francès Mathurin Jacques Brisson l'any 1760 amb el manaquí barbat blanc (Manacus manacus) com a espècie tipus. El nom manacus prové de l'holandès «manneken» que significa “cosa petita”.
Els estudis de filogènia molecular de Tello et al (2009) i McKay et al (2010), van verificar l'existència de dos clades ben diferenciats dins de la família Pipridae: una subfamília anomenada Neopelminae (Tello, Moyle, Marchese & Cracraft, 2009) agrupant els manaquís més semblants als tirànids dels gèneres Neopelma i Tyranneutes; i els altres gèneres anomenats «manaquís pròpiament dits», incloent-hi el present Manacus, en un clade monofilètic Piprinae (Rafinesque, 1815). Això va ser plenament confirmat pels amplis estudis de filogènia molecular dels passeriformes suboscines realitzats per Ohlson et al (2013).
La classificació Clements Checklist v.2017, el IOC, l'HBW, BLI i el Comitè Brasiler de Registres Ornitològics (CB) adopten integralment aquesta seqüència i divisió (el CBRO la divideix en tres subfamilias, seguint Tello et al. (2009).
Segons la Classificació del Congrés Ornitològic Internacional (versió 15.1, 2025) aquest gènere està format per 4 espècies:
- Manacus manacus - manaquí barbat blanc.
- Manacus candei - manaquí barbat collblanc.
- Manacus vitellinus - manaquí barbat colldaurat.
- Manacus aurantiacus - manaquí barbat de coll taronja.